# Apopa
Apopa ist eine Stadt und ein Municipio in El Salvador in Mittelamerika im Departamento San Salvador und hat 185.100 Einwohner (Stand: 2017) und eine Fläche von 52 km², womit sie die viertgrößte Stadt des Landes ist und zu den dichtestbesiedelten Gebieten gehört.
Die Stadt liegt auf einer Höhe von über 400 m ü. NN etwa 5 km westlich von Tonacatepeque und etwa gleich weit nördlich des Stadtrandes der Landeshauptstadt San Salvador.